# Ớt chuông

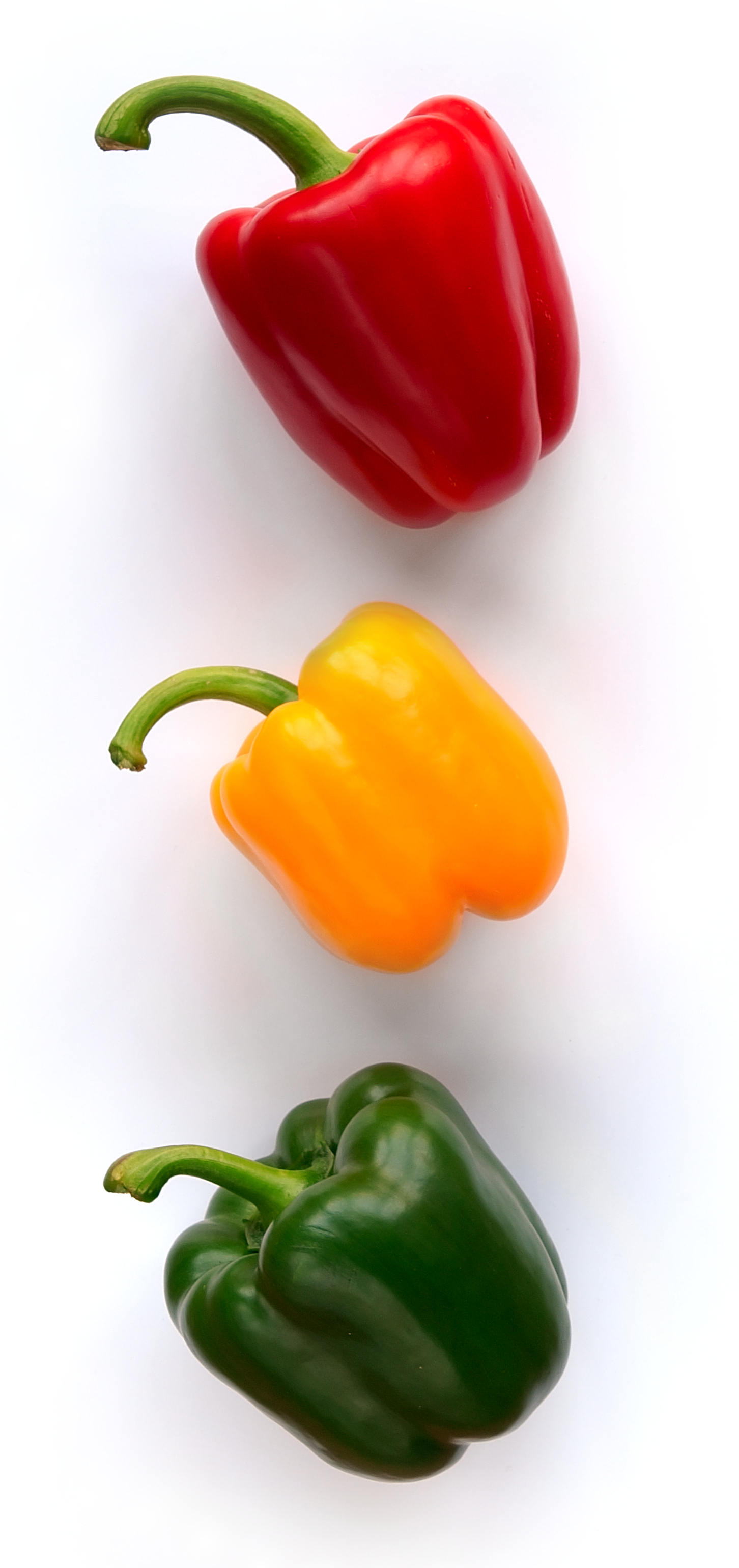
Ớt chuông với ba màu: xanh, đỏ, vàng. Ở một số nước, chúng được bán theo gói gồm ba màu và được gọi là "traffic light pepper"

Ớt chuông, hay còn gọi là ớt ngọt (gọi là pepper ở Vương quốc Liên hiệp Anh và Bắc Ireland, Canada, Ireland hay capsicum ở Ấn Độ, Bangladesh, Úc, Singapore và New Zealand), là quả của một nhóm cây trồng, loài Capsicum annuum. Cây trồng của loài này cho ra trái với màu sắc khác nhau, bao gồm màu đỏ, vàng, cam, xanh lục, sô-cô-la / nâu, vanilla / trắng, và màu tím. Ớt chuông đôi khi được xếp vào nhóm ớt ít cay nhất mà cùng loại với ớt ngọt. Ớt chuông có thịt, rất nhiều thịt. Ớt chuông có nguồn gốc ở Mexico, Trung Mỹ, và phía Bắc Nam Mỹ. Phần khung và hạt bên trong ớt chuông có thể ăn được, nhưng một số người sẽ cảm nhận được vị đắng. Hạt ớt chuông được mang đến Tây Ban Nha vào năm 1493 và từ đó lan rộng khắp các nước Châu Âu, Châu Phi, và Châu Á. Ngày nay, Trung Quốc là nước xuất khẩu ớt chuông lớn nhất thế giới, theo sau là Mexico và Indonesia.
Điều kiện trồng ớt chuông lý tưởng bao gồm đất ấm, khoảng từ 21 đến 29 độ C (70 đến 84 độ F), và luôn giữ ẩm nhưng không để úng nước. Ớt chuông rất nhạy cảm với độ ẩm và nhiệt độ cao vượt mức.

## Tên gọi
Tên gọi "ớt" là một sự nhầm lẫn của Christopher Columbus khi ông mang loài cây này trở về Châu Âu. Vào lúc đó thì "hồ tiêu", quả của một loài cây không liên quan gì đến ớt chuông có xuất xứ từ Ấn Độ, Piper nigrum, là một loại gia vị đắt giá; tên gọi "ớt" vào lúc đó được sử dụng tại châu Âu cho bất gì loại gia vị nào mà nóng và hăng, và cũng tự nhiên được đặt cho chi thực vật vừa mới được phát hiện là Capsicum. Tên thay thế thông thường nhất của họ cây này, "chile"(ớt), có nguồn gốc từ tiếng Mexico, từ ngôn ngữ Nahuatl là chilli hay xilli. Ớt chuông về mặt thực vật học là trái cây, nhưng lại thường được xem là rau quả trong lĩnh vực nấu nướng.
Trong khi ớt chuông là một thành viên của chi ớt, nó là quả duy nhất mà không tạo ra capsaicin, một hợp chất ưa chất béo có thể gây ra cảm giác cay nóng mạnh khi tiếp xúc với các màng nhầy. (Một ngoại lệ của trường hợp này là ớt lai Mexibelle, loài có chứa một lượng capsaicin trung bình, và do đó cũng hơi cay). Việc thiếu chất capsaicin trong ớt chuông là do tính lặn của một gen mà qua đó làm mất đi capsaicin. Kết quả là vị "cay" chỉ đi cùng với các loài còn lại của chi ớt.
Từ "bell pepper", "pepper" hay ở Ấn Độ, Úc và New Zealand là "capsicum", thường được sử dụng cho bất kỳ quả nào có hình chiếc chuông, không kể màu sắc. Trong tiếng Anh hay tiếng Anh Canada, quả chỉ đơn giản là nói đến "pepper", hay kèm theo màu sắc (như trong từ "green pepper"), trong khi ở Hoa Kỳ và Malaysia, người ta thường nói đến "bell pepper". Trong tiếng Anh Canada thì sử dụng cả hai chữ "bell pepper" và "pepper" thay thế cho nhau.

## Màu sắc

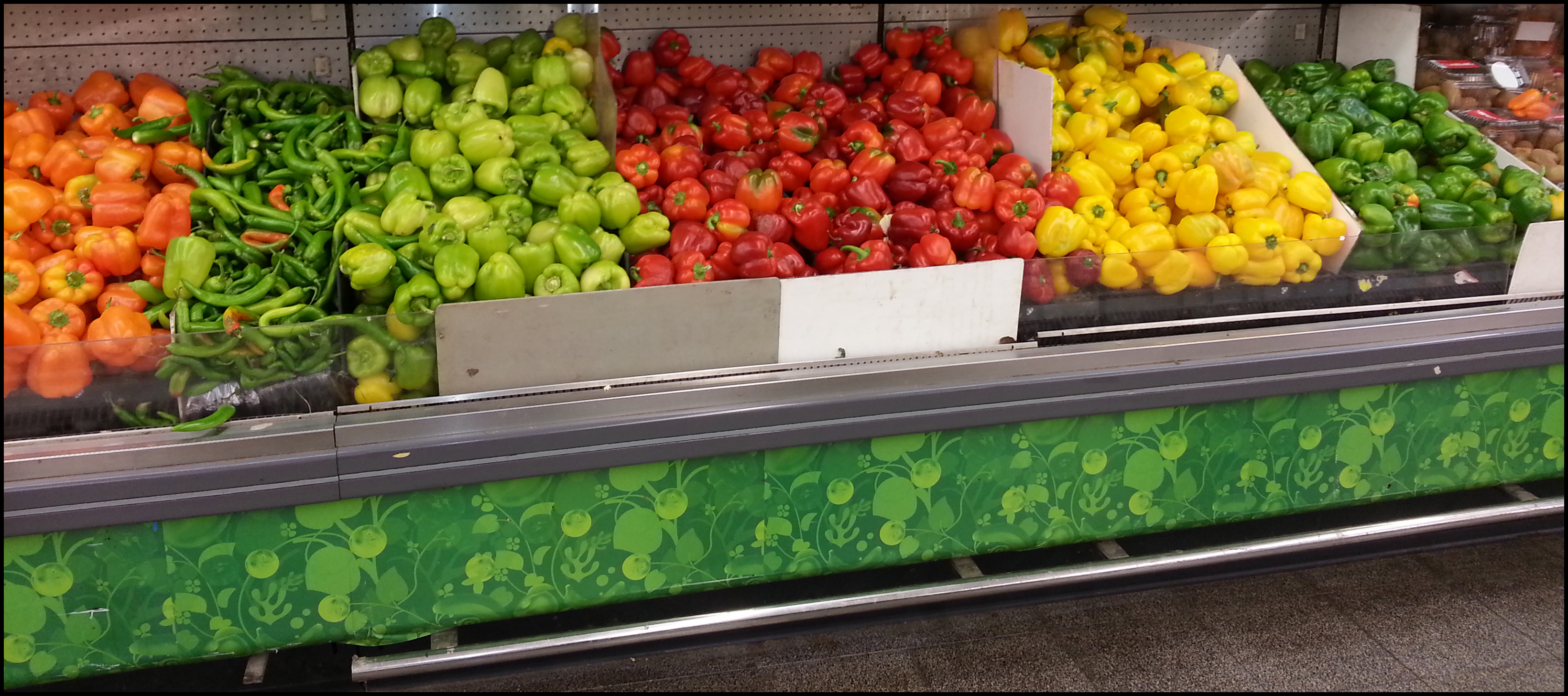
Ớt chuông với năm màu sắc khác nhau

Hầu hết ớt chuông có màu xanh, vàng, cam, và đỏ. Hiếm hơn thì có thể là màu nâu, trắng, cầu vồng, Oải hương (màu), và tím sẫm, tùy thuộc vào giống ớt chuông. Thường nhất là, các quả chưa chín thì có màu xanh lục, hay ít gặp hơn là vàng xám hay màu tím. Ớt chuông đỏ chỉ đơn giản là ớt chuông xanh đã chín, dù rằng giống Permagreen vẫn duy trì màu xanh lục ngay cả khi đã chín hoàn toàn. Ớt chuông xanh thì ít ngọt và hơi đắng hơn so với ớt chuông vàng và cam, và ớt chuông đỏ có vị ngọt nhất. Vị của ớt chuông chín cũng có thể rất đa dạng tùy theo điều kiện trồng và điều kiện bảo quản sau khi thu hoạch. Quả ngọt nhất được để chín hẳn trên cây ngoài nắng, còn quả thu hoạch khi còn xanh hay để tự chín khi bảo quản thì ít ngọt hơn.

## Giá trị dinh dưỡng
Ớt chuông rất giàu các chất chống oxy hóa và vitamin C. So với ớt chuông xanh, ớt chuông đỏ có nhiều vitamin và dưỡng chất hơn. Lượng carotene, giống như lycopene, trong ớt chuông đỏ cao gấp 9 lần. Ớt chuông đỏ còn chứa gấp đôi lượng vitamin C so với ớt chuông xanh.
Cả ớt chuông đỏ và xanh đều có chứa nhiều axit para coumaric
Đặc tính thơm của ớt chuông xanh là do hợp chất 3-iso Butyl-2-methoxypyrazine (IBMP). Ngưỡng phát hiện trong nước của nó là khoảng 2 ng/L.

## Sản lượng
| Country                    | 2004       | 2005       | 2006       | 2007       |
| -------------------------- | ---------- | ---------- | ---------- | ---------- |
| People's Republic of China | 12,031,031 | 12,530,180 | 13,031,000 | 14,033,000 |
| Mexico                     | 1,431,258  | 1,617,264  | 1,681,277  | 1,690,000  |
| Indonesia                  | 1,100,514  | 1,058,023  | 1,100,000  | 1,100,000  |
| Turkey                     | 1,700,000  | 1,829,000  | 1,842,175  | 1,090,921  |
| Tây Ban Nha                | 1,077,025  | 1,063,501  | 1,074,100  | 1,065,000  |
| Hoa Kỳ                     | 978,890    | 959,070    | 998,210    | 855,870    |
| Nigeria                    | 720,000    | 721,000    | 721,500    | 723,000    |
| Egypt                      | 467,433    | 460,000    | 470,000    | 475,000    |
| Korea, South               | 410,281    | 395,293    | 352,966    | 345,000    |
| Hà Lan                     | 318,000    | 345,000    | 318,000    | 340,000    |
| Romania                    | 237,240    | 203,751    | 279,126    | 280,000    |
| Ghana                      | 270,000    | 270,000    | 277,000    | 279,000    |
| Italy                      | 362,430    | 362,994    | 345,152    | 252,194    |
| Tunisia                    | 255,000    | 256,000    | 256,000    | 250,000    |
| Algeria                    | 265,307    | 248,614    | 275,888    | 233,000    |
| Hungary                    | 126,133    | 113,371    | 206,419    | 207,000    |
| Morocco                    | 182,340    | 190,480    | 235,570    | 192,000    |
| Serbia*                    | 159,741    | 167,477    | 177,255    | 150,257    |
| Nhật Bản                   | 153,400    | 154,000    | 146,900    | 150,000    |
| Israel                     | 129,100    | 134,700    | 150,677    | 136,000    |
| World                      | 24,587,124 | 25,261,259 | 26,252,907 | 26,056,900 |

- Note: Serbia trước 2006 bao gồm cả Montenegro

## Hình ảnh

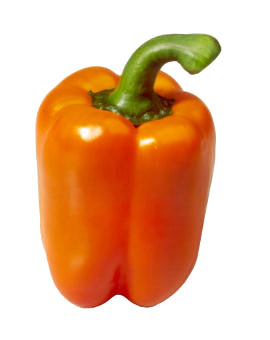
Ớt chuông màu cam
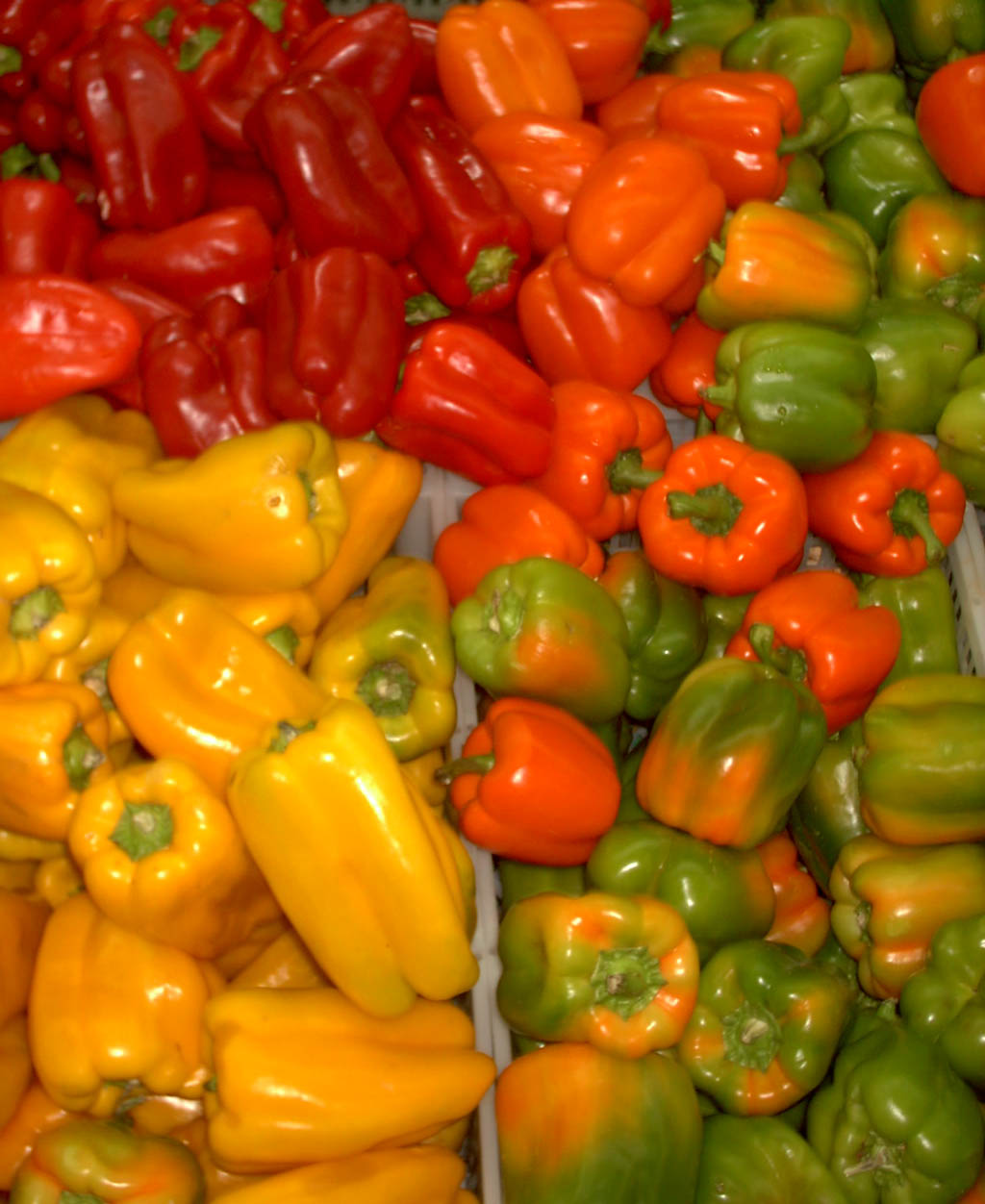
Ớt chuông nhiều màu
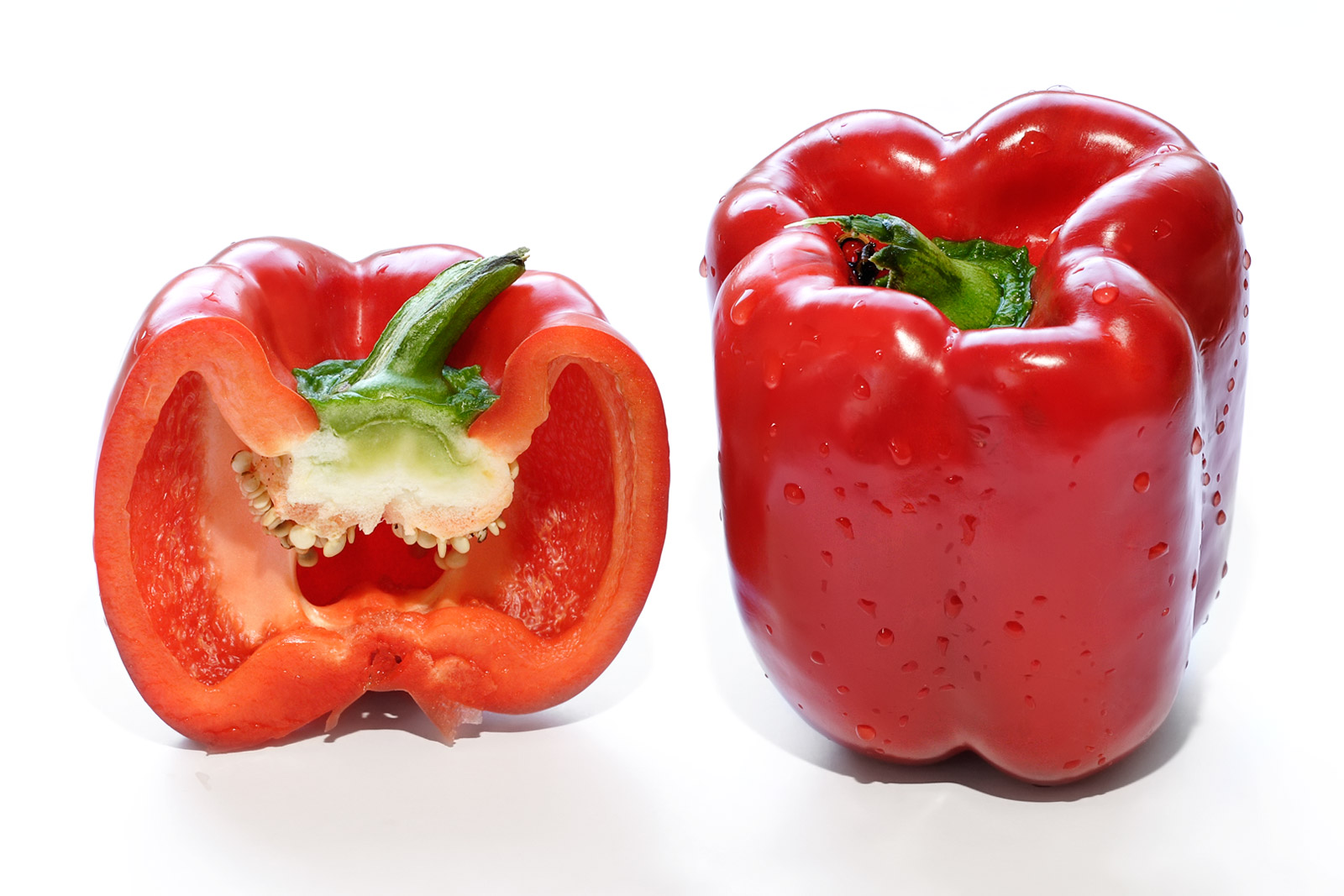
Quả ớt chuông nguyên trái và cắt đôi
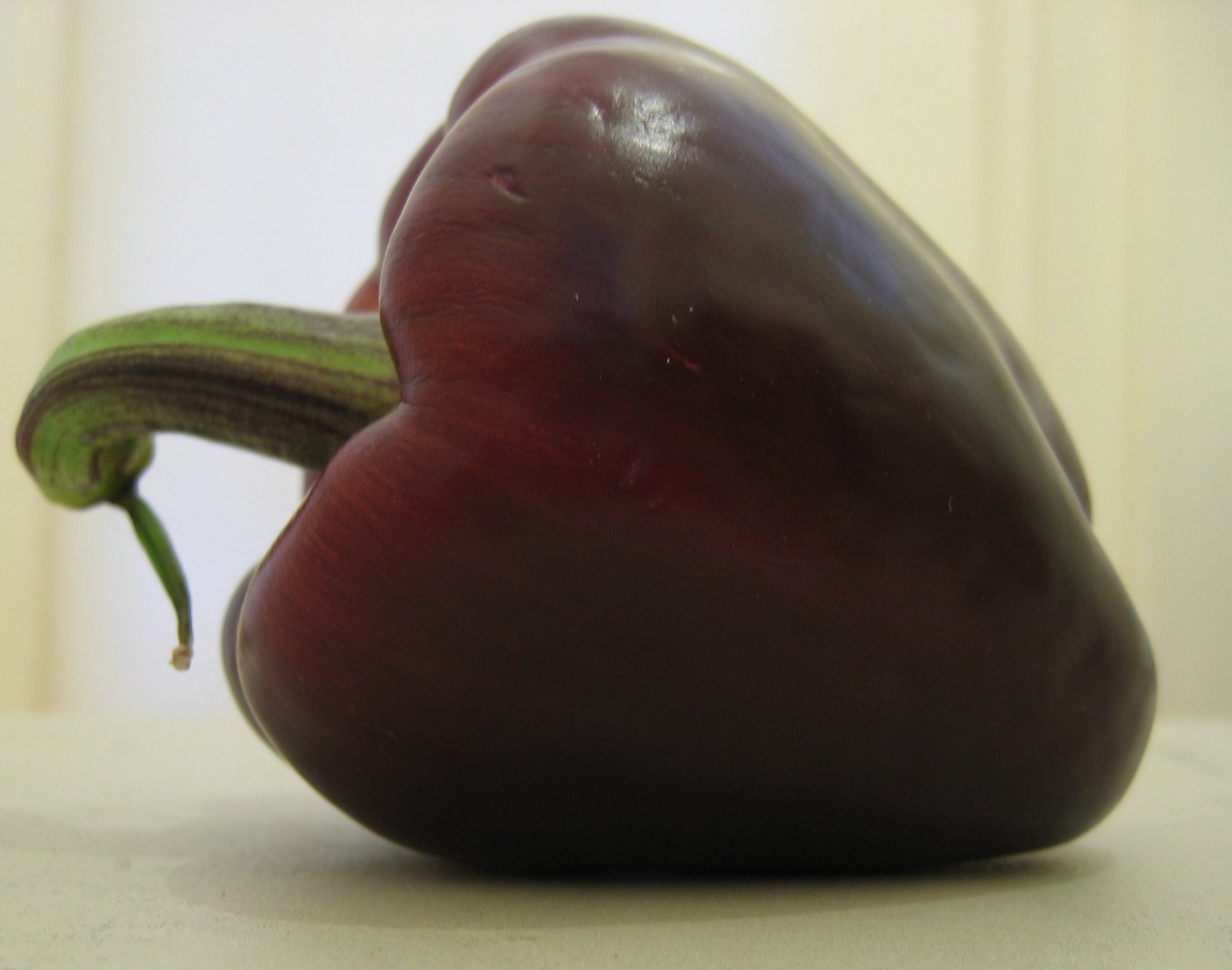
Ớt chuông màu tím
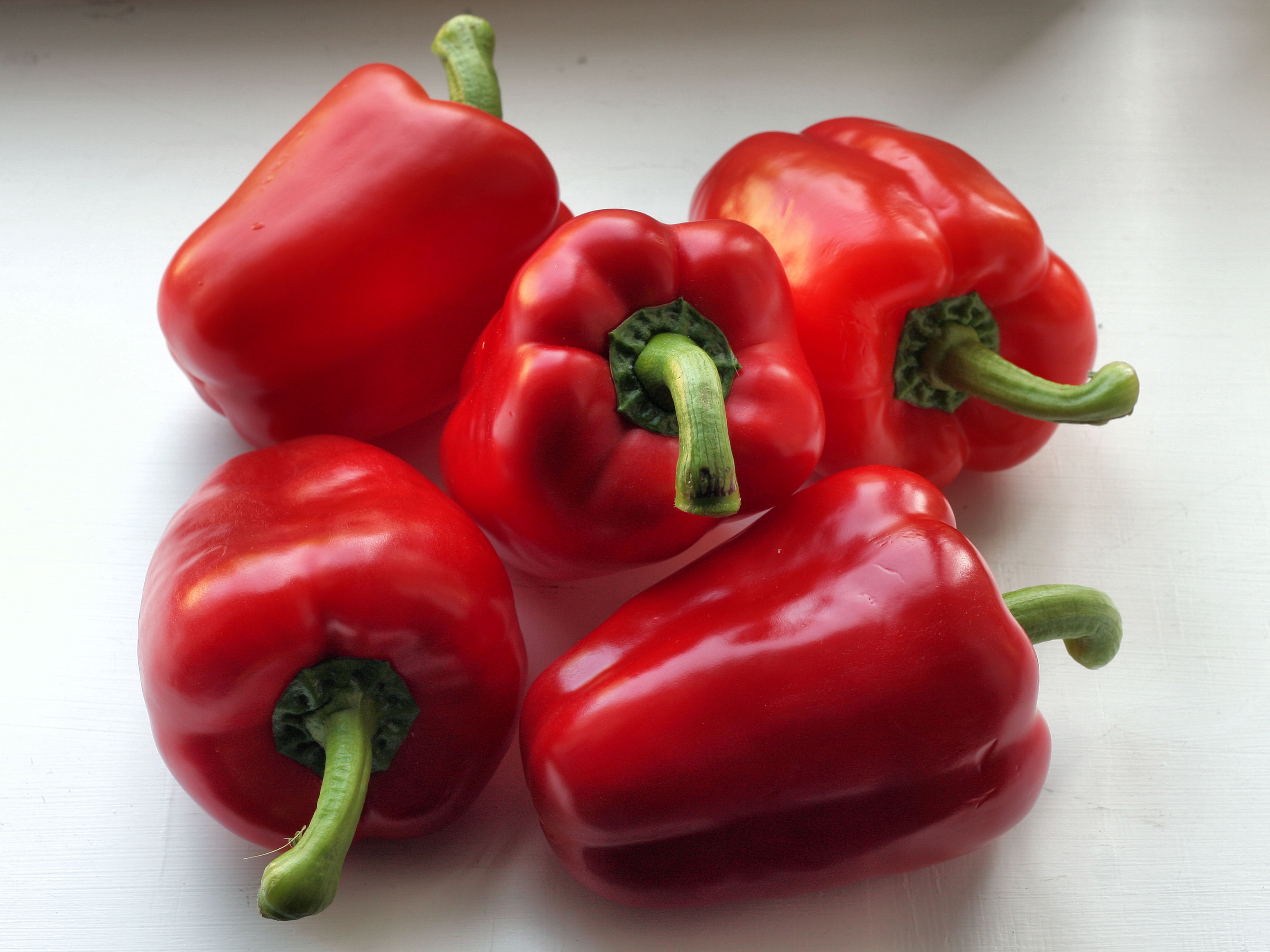
Ớt chuông màu đỏ
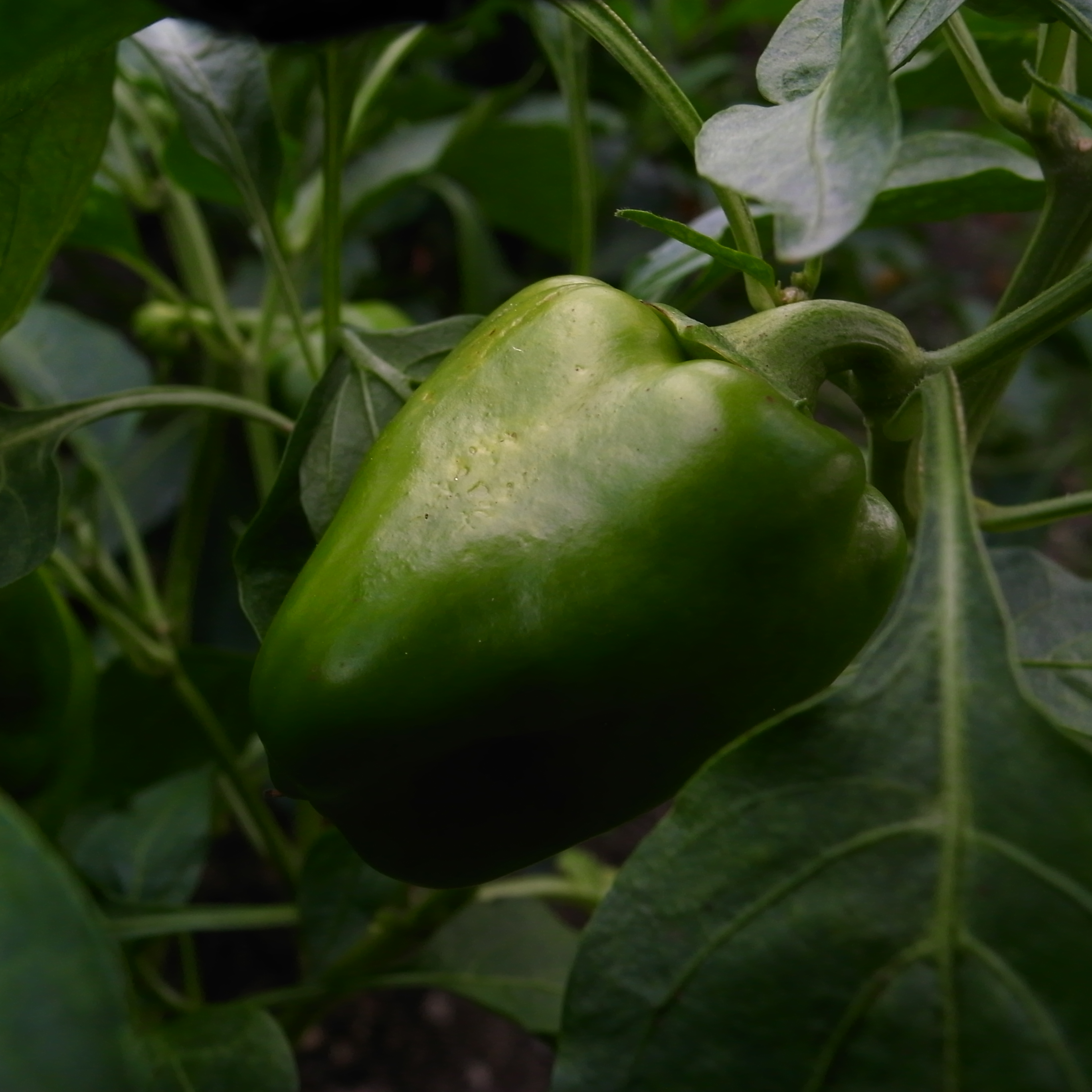
Ớt chuông xanh Nhật Bản
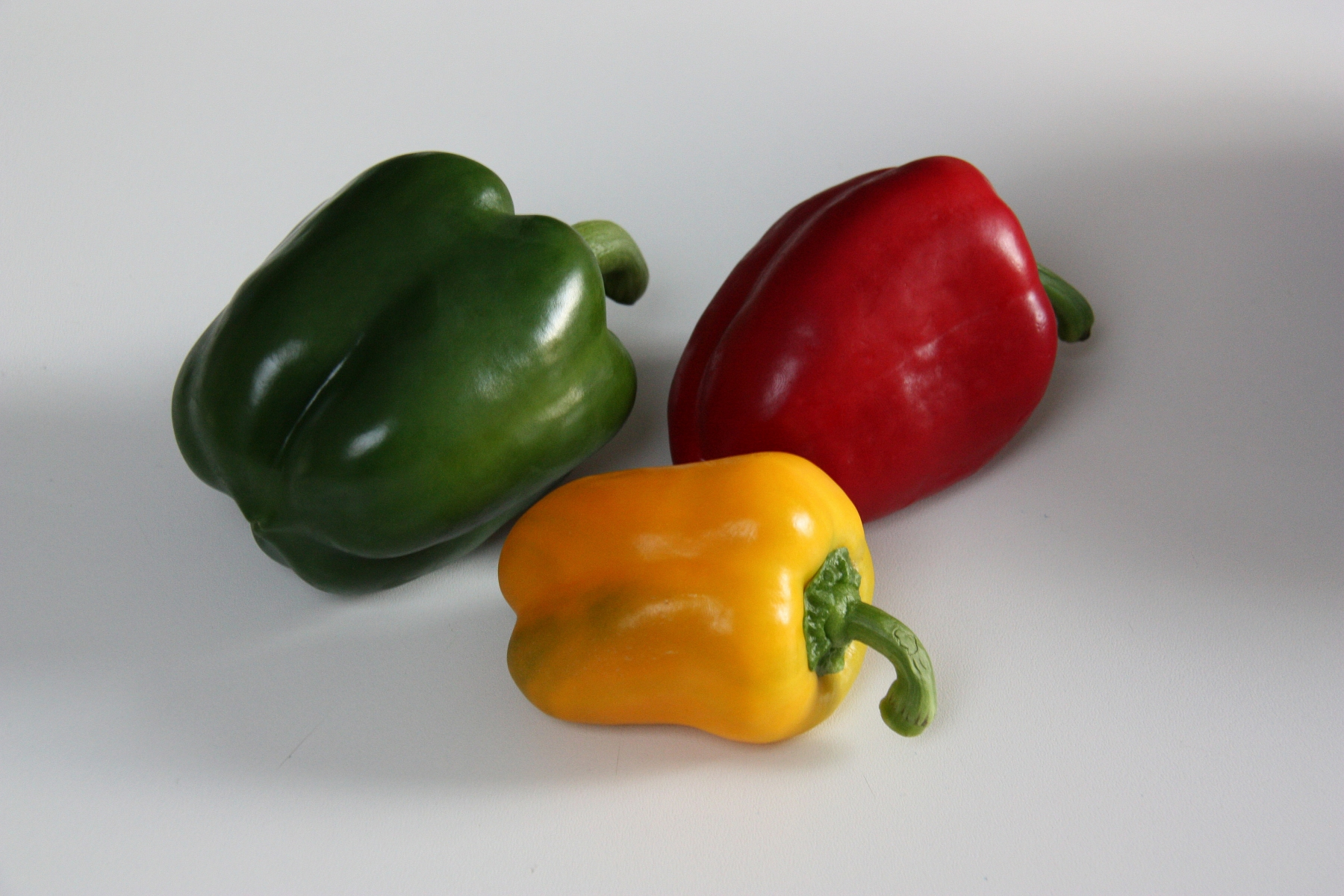
Ớt chuông xanh, đỏ, vàng
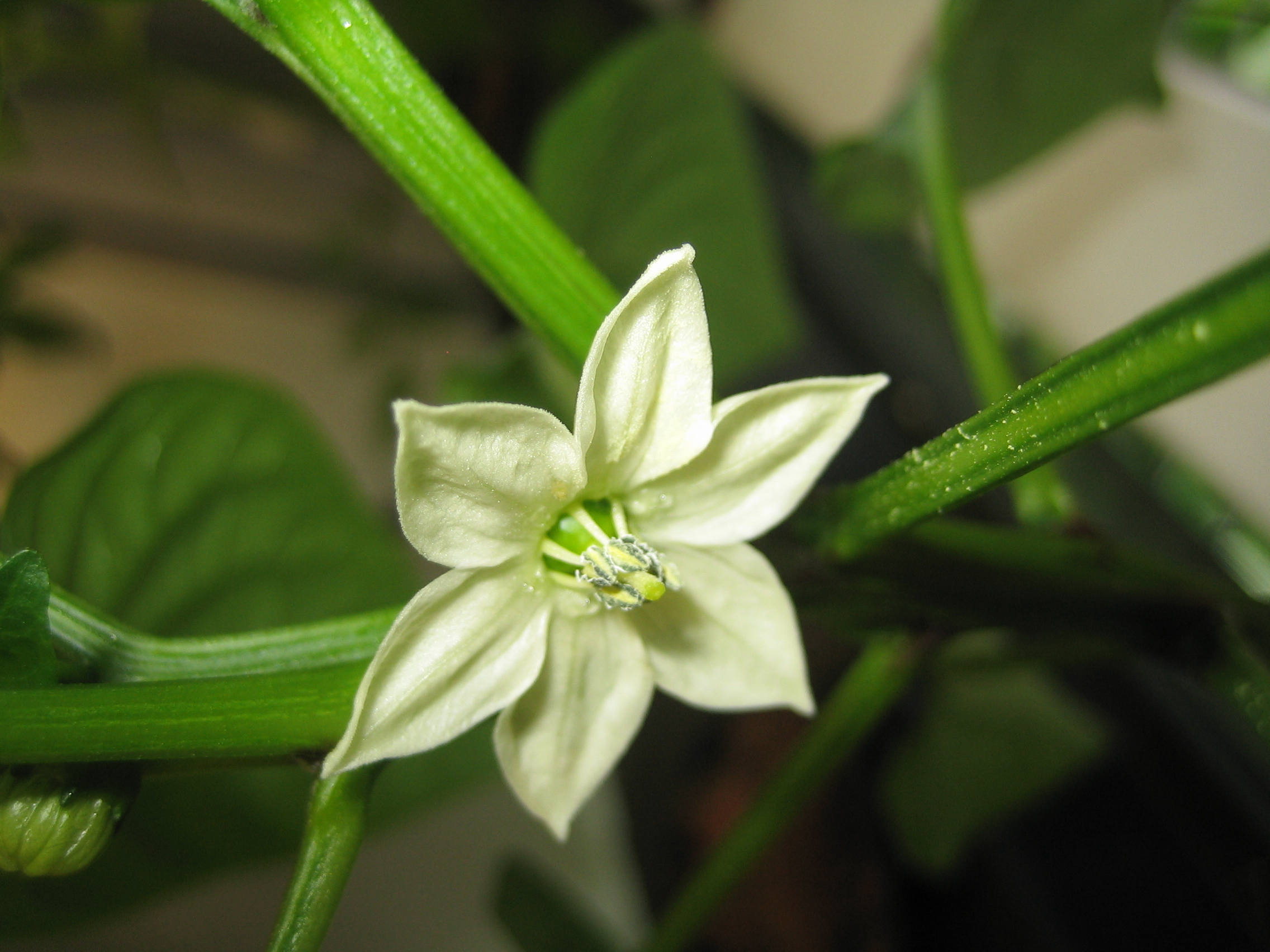
Hoa ớt chuông Quadrato d'Asti Giallo
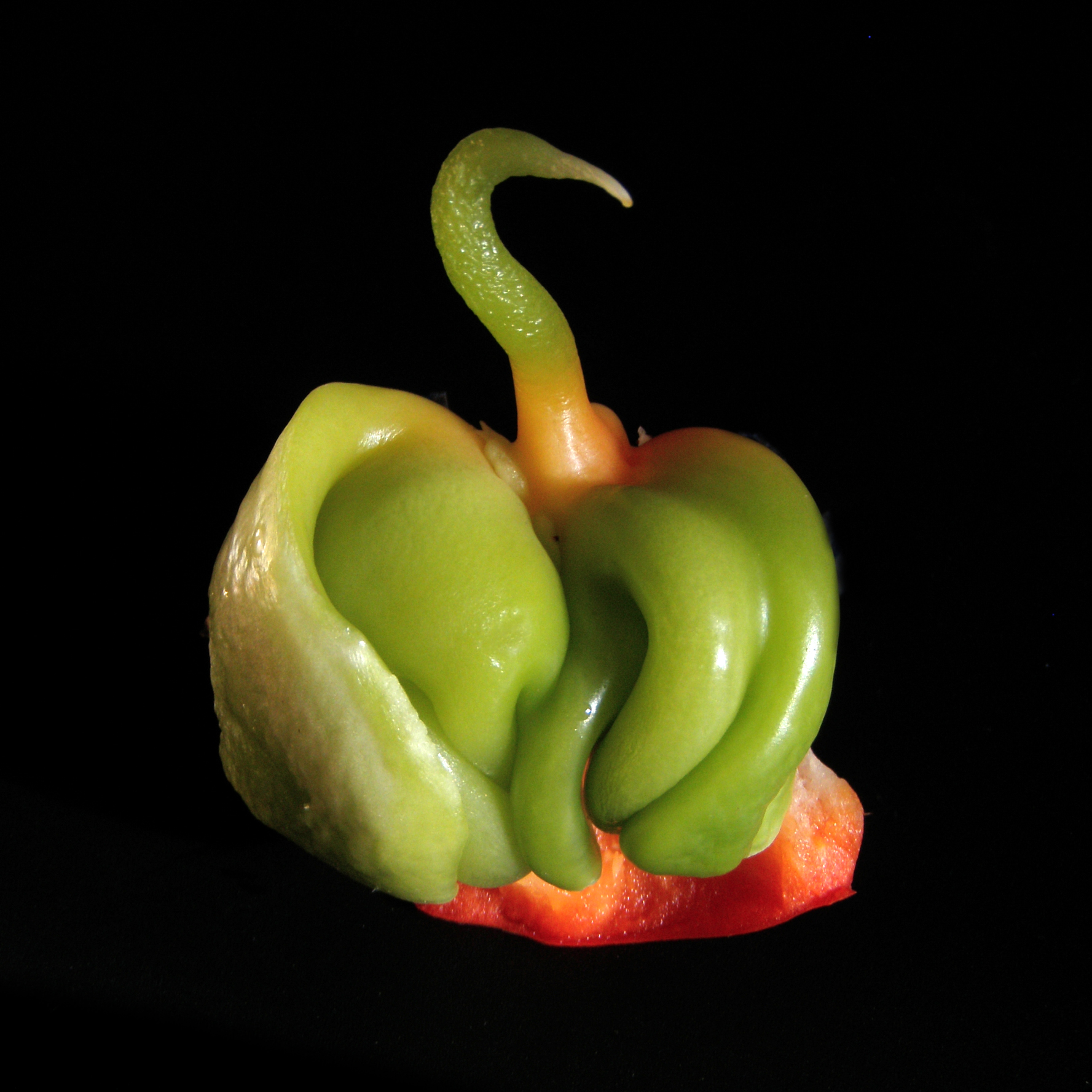
Quả ớt nhỏ phát triển bên trong quả lớn
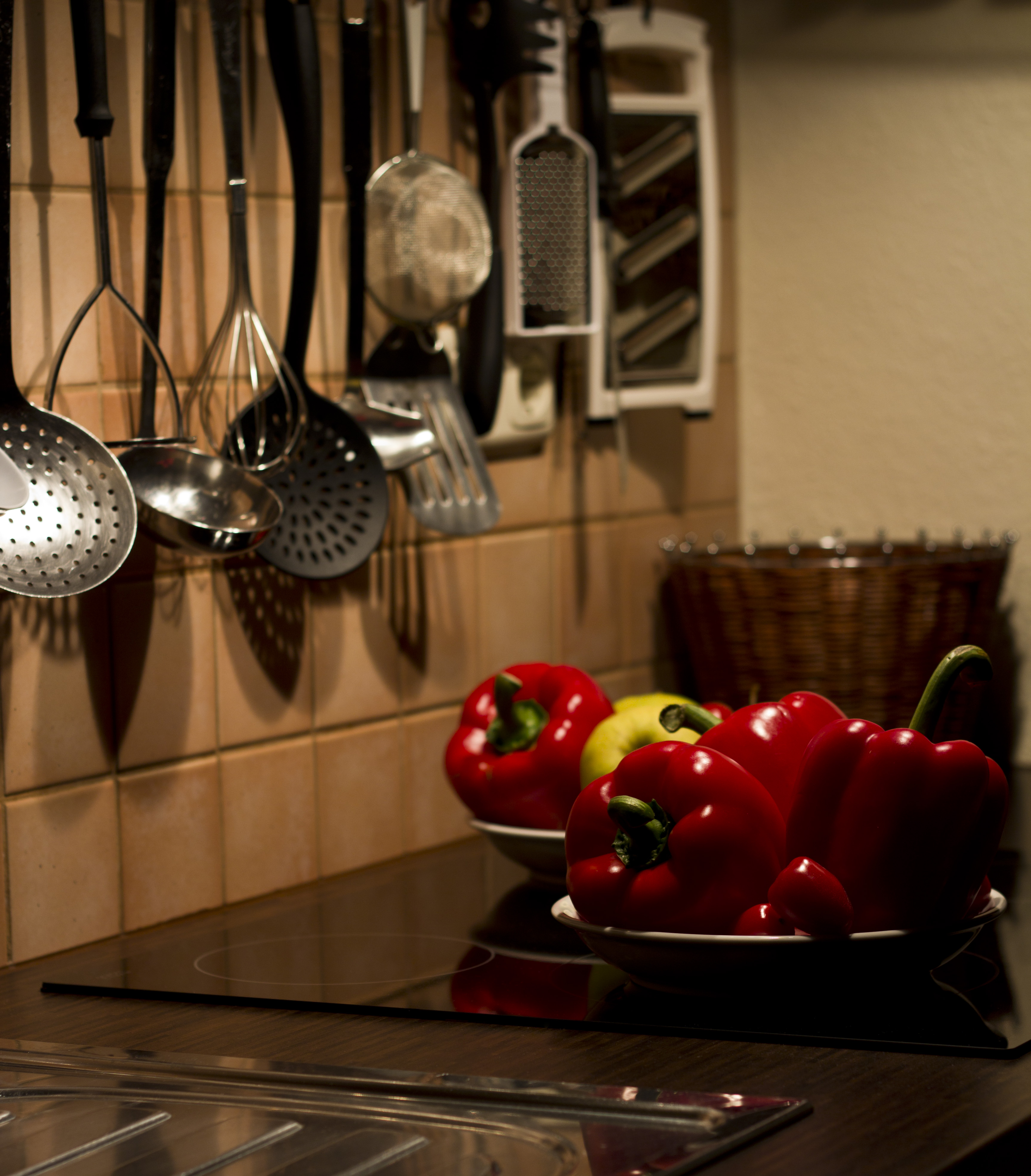
Ớt chuông đỏ làm vật trang trí
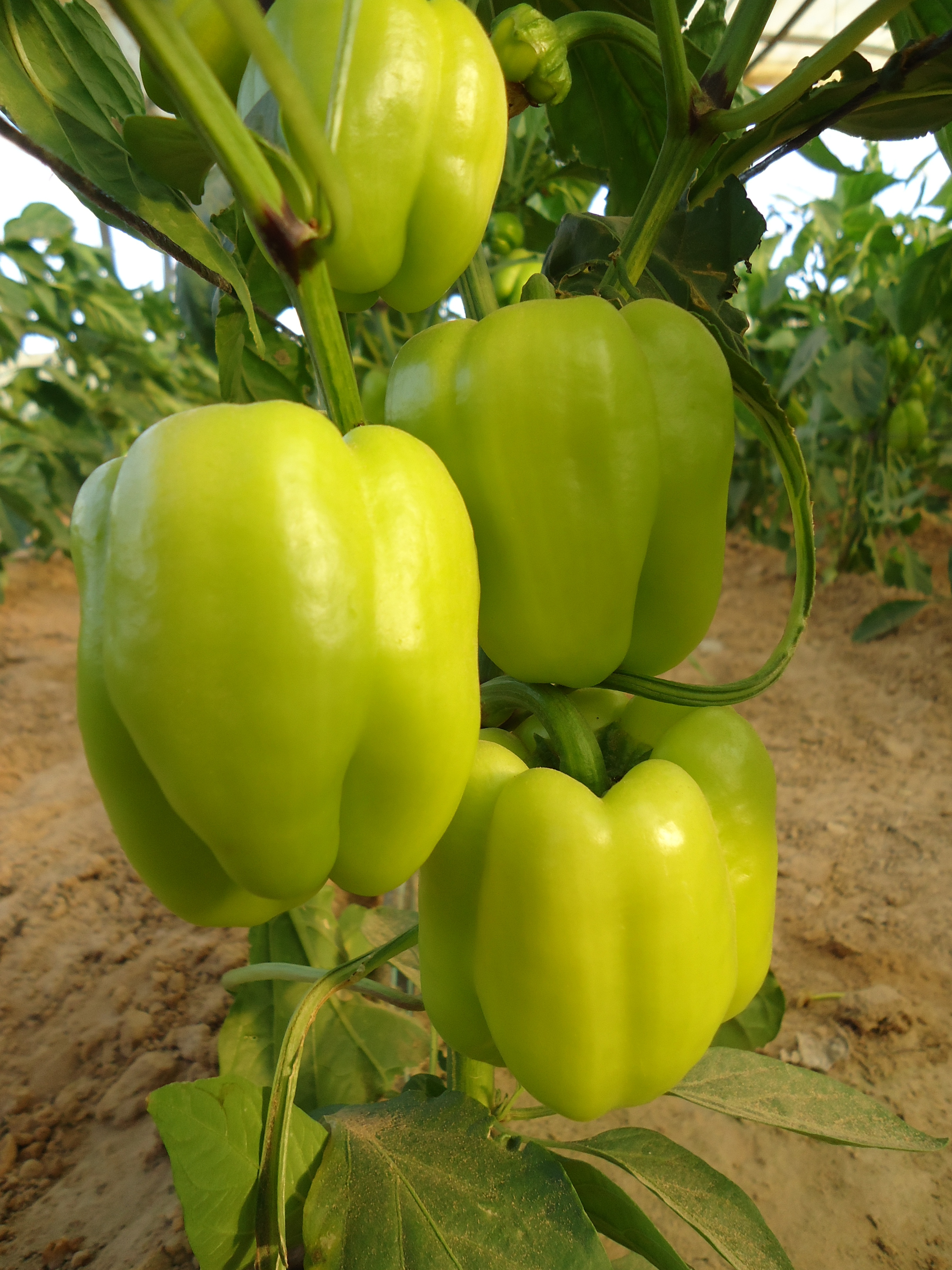
Cây ớt chuông vàng
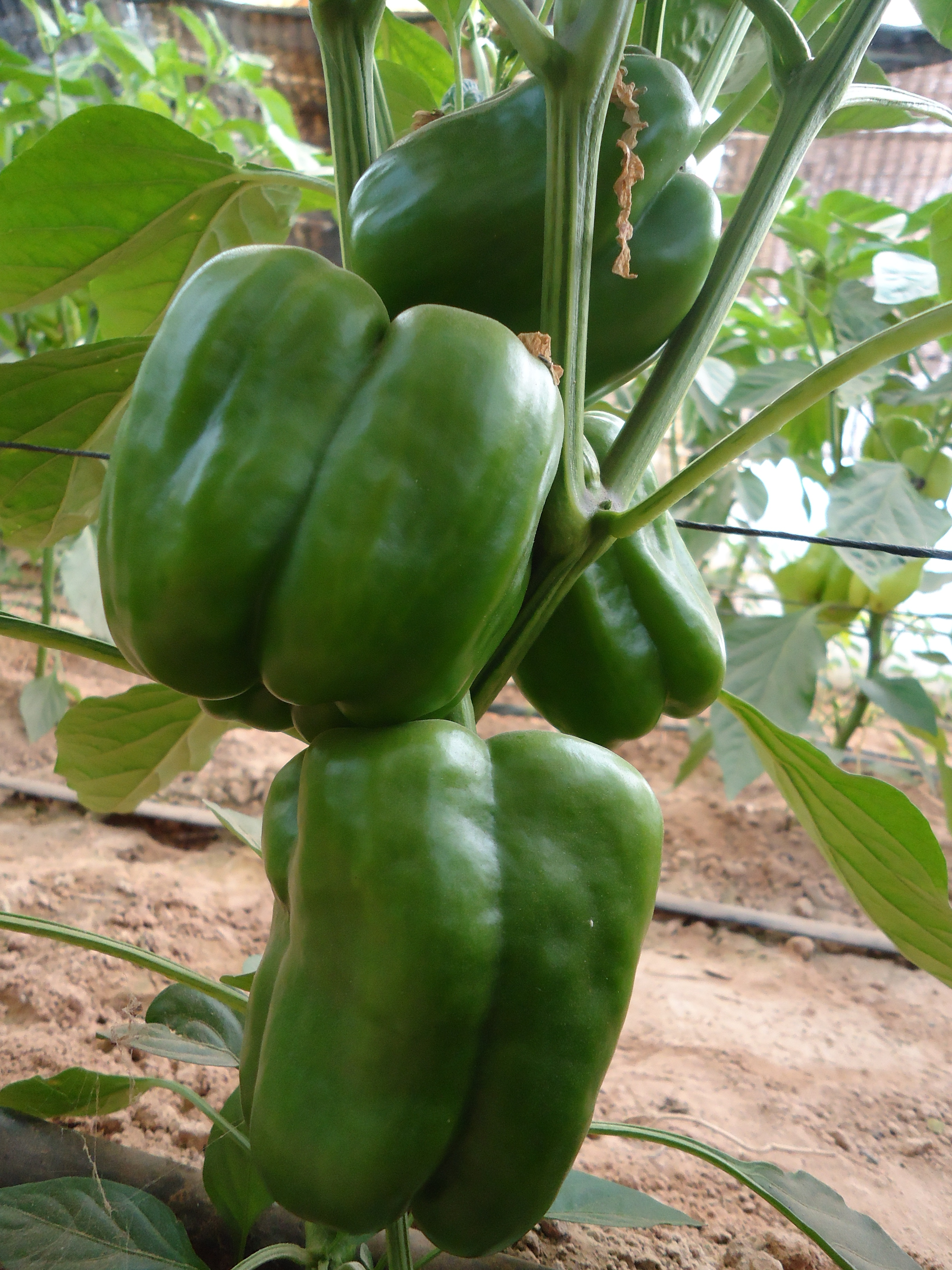
Cây ớt chuông xanh